# بوبي واتسون (كرة سلة)
بوبي واتسون (بالإنجليزية: Bobby Watson)‏ مواليد 22 مارس 1930 - الوفاة 31 يناير 2017، كان لاعب كرة سلة أمريكي. بدأ مسيرته الاحترافية في سنة 1954. تم اختياره من قبل فريق أتلانتا هوكس خلال الدرافت. حمل الرقم 12. اعتزل اللعب في 1955. لعب مع لوس أنجلوس ليكرز وأتلانتا هوكس.

## روابط خارجية
- بوبي واتسون على موقع إن بي أي (الإنجليزية)
- بوبي واتسون على موقع سبورتس رفرنس (الإنجليزية)
- بوبي واتسون على موقع كلية كرة السلة في سبورتس رفرنس.كوم (الإنجليزية)
- بوبي واتسون على موقع ريلجم (الإنجليزية)